# Sauk Rapids, Minnesota
Sauk Rapids, Minnesota là một thành phố nằm ở quận Benton thuộc tiểu bang Minnesota, Hoa Kỳ. Thành phố có diện tích 12,5  km² với diện tích mặt nước là 0,6  km², dân số theo ước tính năm 2000 của Cục điều tra dân số Hoa Kỳ là 10.213 người.